# Talal Al-Amer
Talal Al-Amer (Al Kuwait, 22 febbraio 1987) è un calciatore kuwaitiano, centrocampista dell'Al-Qadsia e della Nazionale kuwaitiana.

## Carriera

### Nazionale
Ha esordito in Nazionale nel 2009.